# Bertrand de Comminges
Pour les articles homonymes, voir Bertrand, L'Isle-Jourdain et Bertrand de L'Isle-Jourdain.
Bertrand de Comminges (ou Bertrand de L'Isle-Jourdain) né à L'Isle-Jourdain, Gers, vers 1050 et mort à Lugdunum Convenarum (Comminges) en 1123 est un évêque et le saint patron de Comminges. On l'honore le 16 octobre 

## Biographie
Il naît du mariage d'Aton, seigneur de l'Isle-Jourdain, et de Gervaise, fille du comte Guillaume III, dit Taillefer, comte de Toulouse. Il est ainsi très lié à la famille des comtes de Toulouse, étant en particulier le cousin de Guillaume IV et de Raymond IV de Saint-Gilles.
Comme habituellement pour les enfants de sa classe sociale, il reçoit une éducation qui le destine à devenir chevalier, mais, contre toute attente, arrivé à l'âge adulte, il décide de rentrer dans les ordres et de faire partie des chanoines de Saint-Étienne de Toulouse. Il est successivement nommé archidiacre de Toulouse (après 1070) et évêque de Comminges (1083-1123).
À cette époque, Grégoire VII décide de lancer une série de réformes (appelés réforme grégorienne), afin de soustraire l’Église à la domination des rois et des seigneurs qui contrôlent alors le pouvoir ecclésiastique. Dans ses fonctions, il mit en application dans son diocèse montagnard les principes grégoriens, tant en ce qui concernait la discipline du clergé que la vie morale et religieuse des laïcs, en imposant au seigneur la trêve de dieu, et en défendant les plus pauvres.
Sous son long épiscopat, la cité de Lugdunum Convenarum — qui devait ensuite prendre son nom, Saint-Bertrand-de-Comminges — renaquit de ses cendres. Il fit reconstruire la cathédrale, qu'il dota d'un cloître et d'un chapitre de chanoines réguliers.
Dès sa mort, il fut considéré comme un saint dans la région pyrénéenne. Vers 1167, l'archevêque d'Auch chargea un clerc du nom de Vital de rédiger sa vie et l'envoya à la Curie pour obtenir sa canonisation. Le premier objectif fut atteint mais pas le second.
C'est l'évêque de Comminges Grimoard de Lafaye qui réussit à faire canoniser son prédécesseur Bertrand de l'Isle. En 1218, le pape Honorius III charge l'archevêque d'Auch, l'évêque de Couserans et l'abbé de Bonnefont d'ouvrir une enquête sur l'éventuelle canonisation de Bertrand, à la demande de Grimoard. Cette canonisation, dont on ignore les modalités, est rapide puisque dès 1222 la ville épiscopale est appelée Saint-Bertrand-de-Comminges au lieu de Lugdunum Convenarum.

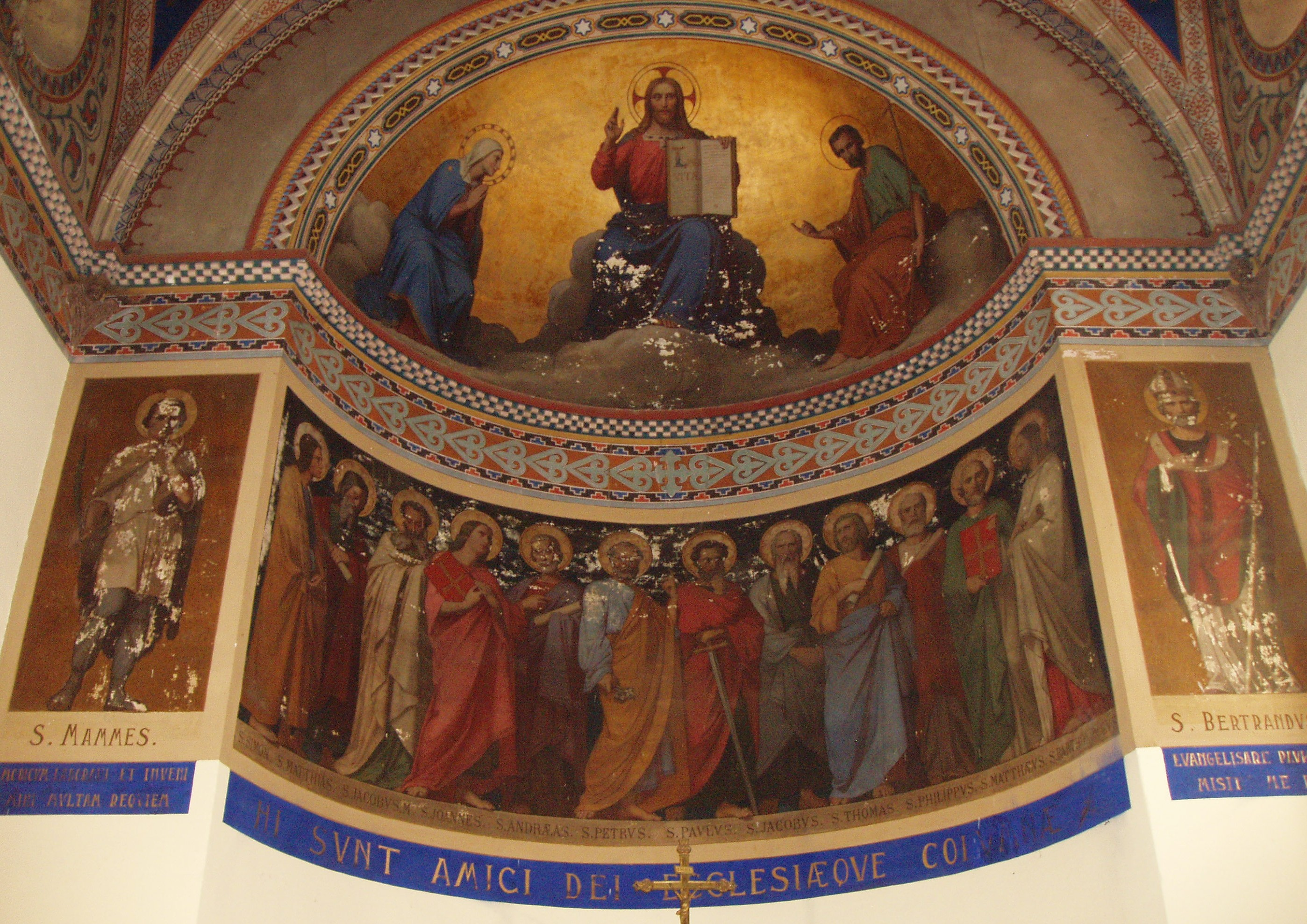
Saint Mammès et saint Bertrand entourant les amis de Dieu et les saints Apôtres de Romain Cazes, à Saint-Mamet

En 1309, l'évêque de Saint-Bertrand de Comminges Bertrand de Got, devenu Pape sous le nom de Clément V, chargea quatre cardinaux de procéder à l'élévation de ses reliques. Il institua alors la fête de la translation, célébrée le 16 janvier.
Le cardinal Pierre de Foix, évêque de 1422 à 1442, fit construire dans la cathédrale un tombeau pour les reliques du saint.
Sa vie est surtout connue par l'hagiographie qu'a laissée un notaire de l'époque, Vital, qui donne une part importante aux miracles qu'aurait accomplis Bertrand de Comminges.

Il est parfois représenté avec un crocodile, qu'il aurait maîtrisé dans la vallée de Labat-d’Enbès. Un crocodile naturalisé fait ainsi partie des curiosités présentes dans la cathédrale de Saint-Bertrand-de-Comminges.

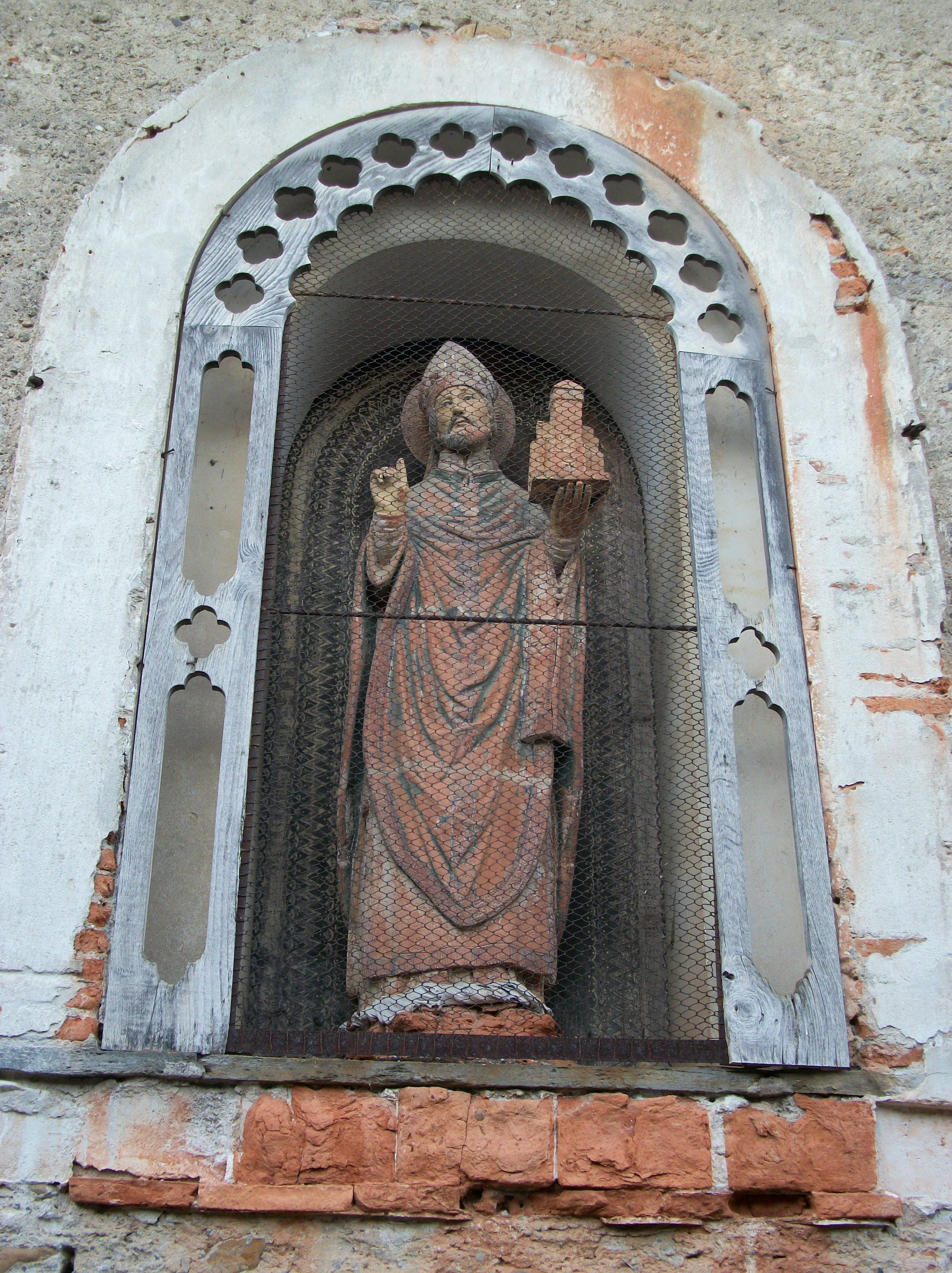
Statue de Bertrand de Comminges avec la représentation en miniature de la Cathédrale Notre-Dame de Saint-Bertrand-de-Comminges dans sa main gauche. Elle se trouve dans le village de Tibiran-Jaunac.

## Fêtes

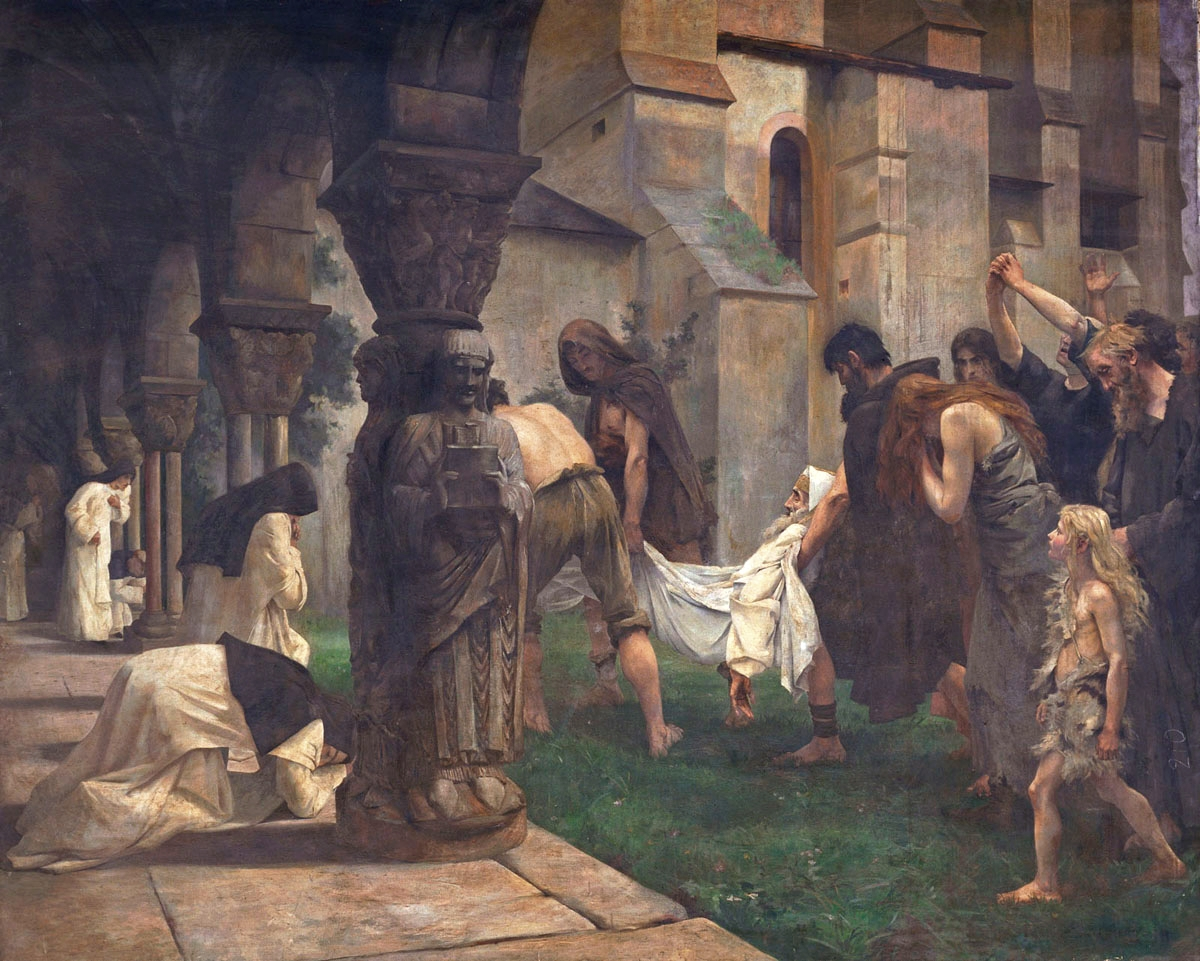
Funérailles de saint Bertrand de Comminges.

- Saint Bertrand de Comminges est fêté le 16 octobre selon le calendrier grégorien[6]. La fête religieuse de saint Bertrand est fêtée le dimanche suivant, avec le matin, une messe solennelle en présence de l'archevêque du diocèse de Toulouse, suivie d'une procession des reliques et des vêpres l'après-midi[7],[8].
- Le jubilé de Saint Bertrand de Comminges est célébré toutes les fois où la fête de l'Invention de la Sainte Croix du 3 mai tombe un vendredi. Le jubilé est alors fêté tous les 6, 5, 6 et 11 ans. Les précédents jubilés se sont déroulés en 1996, 2002, 2011[9] et 2019[8]. Les prochains jubilés seront célébrés en 2024[10] et 2030[11].

## Prière à saint Bertrand de Comminges
Toi qui as consacré ta vie à ramener la trêve de Dieu,
À défendre et aider les plus pauvres,
À réformer l'Église et la société ;
Aide-nous à te prendre comme modèle,
Alors que la paix est toujours fragile,
Que la pauvreté gagne du terrain autour de nous,
Et que notre Église engage toutes ses forces
Dans un vaste mouvement de nouvelle évangélisation.

Amen

## Sources
Cet article comprend des extraits du Dictionnaire Bouillet. Il est possible de supprimer cette indication, si le texte reflète le savoir actuel sur ce thème, si les sources sont citées, s'il satisfait aux exigences linguistiques actuelles et s'il ne contient pas de propos qui vont à l'encontre des règles de neutralité de Wikipédia.